# Daphnedale Park
Daphnedale Park es un lugar designado por el censo ubicado en el condado de Modoc, California, Estados Unidos. Según el censo de 2020, tiene una población de 129 habitantes.
En los Estados Unidos, un lugar designado por el censo (traducción literal de la frase en inglés census-designated place, CDP) es una concentración de población identificada por la Oficina del Censo de los Estados Unidos exclusivamente para fines estadísticos.
A todos los efectos prácticos, es una zona suburbana de la ciudad de Alturas.

## Geografía
Está ubicado en las coordenadas 41°30′25″N 120°32′53″O / 41.50694, -120.54806 (41.506864, -120.548069).